# Sieglitz (Molauer Land)
Sieglitz ist ein Ortsteil der Gemeinde Molauer Land im Burgenlandkreis in Sachsen-Anhalt.

## Geografie
Sieglitz liegt ca. 13 km südwestlich von Naumburg (Saale), 23 km nordöstlich von Jena und 4 km östlich von Camburg direkt an der Landesgrenze zu Thüringen.

## Geschichte
1291 erfolgte die erste urkundliche Erwähnung von Sieglitz in einem Schriftstück des Klosters Heusdorf.
Bis zu seiner Auflösung im 19. Jahrhundert war Sieglitz der Verwaltung des wettinischen Amts Camburg unterstellt. Dieses gehörte aufgrund mehrerer Teilungen im Lauf seines Bestehens zu verschiedenen Ernestinischen Herzogtümern. 1826 kam Sieglitz mit dem Amt Camburg vom Herzogtum Sachsen-Gotha-Altenburg zum Herzogtum Sachsen-Meiningen und wurde Teil der Exklave Camburg. Von 1922 bis 1939 gehörte Sieglitz zur thüringischen Kreisabteilung Camburg. Bis 1952 gehörte Sieglitz zu Thüringen. Bei der Gebietsreform von 1952 in der DDR kam der Ort vom aufgelösten Landkreis Jena an den  Kreis Naumburg im Bezirk Halle.
Am 1. Juli 1961 wurde die bis dahin selbständige Gemeinde Sieglitz nach Molau eingemeindet. Durch den Zusammenschluss der bis dahin selbstständigen Gemeinden Abtlöbnitz, Casekirchen, Leislau und Molau zur neuen Gemeinde Molauer Land ist Sieglitz seit dem 1. Januar 2010 einer von elf Ortsteilen dieser Gemeinde.

## Wirtschaft und Infrastruktur

### Verkehr
Die Bundesstraße 88 von Jena nach Naumburg (Saale) führt 3 km westlich am Ort vorbei. Bis zur Teilstilllegung 1945 wurde der Ort durch die Bahnstrecke Zeitz–Camburg von mehreren Seiten umgeben, von 1945 bis 1965 war im Nachbarort Molau der Endpunkt der Strecke nach Zeitz.

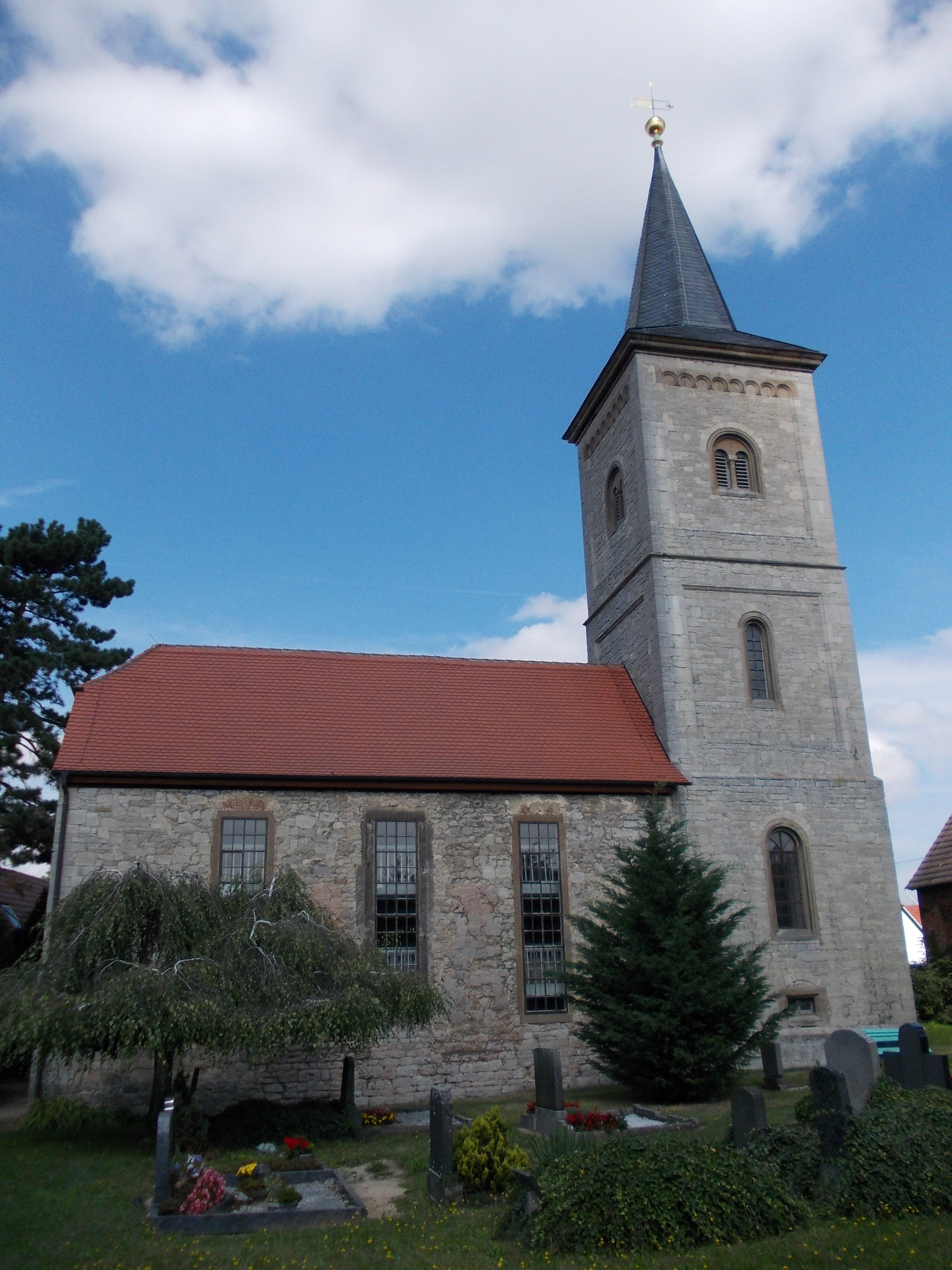
Die unter Denkmalschutz stehende Sieglitzer Kirche

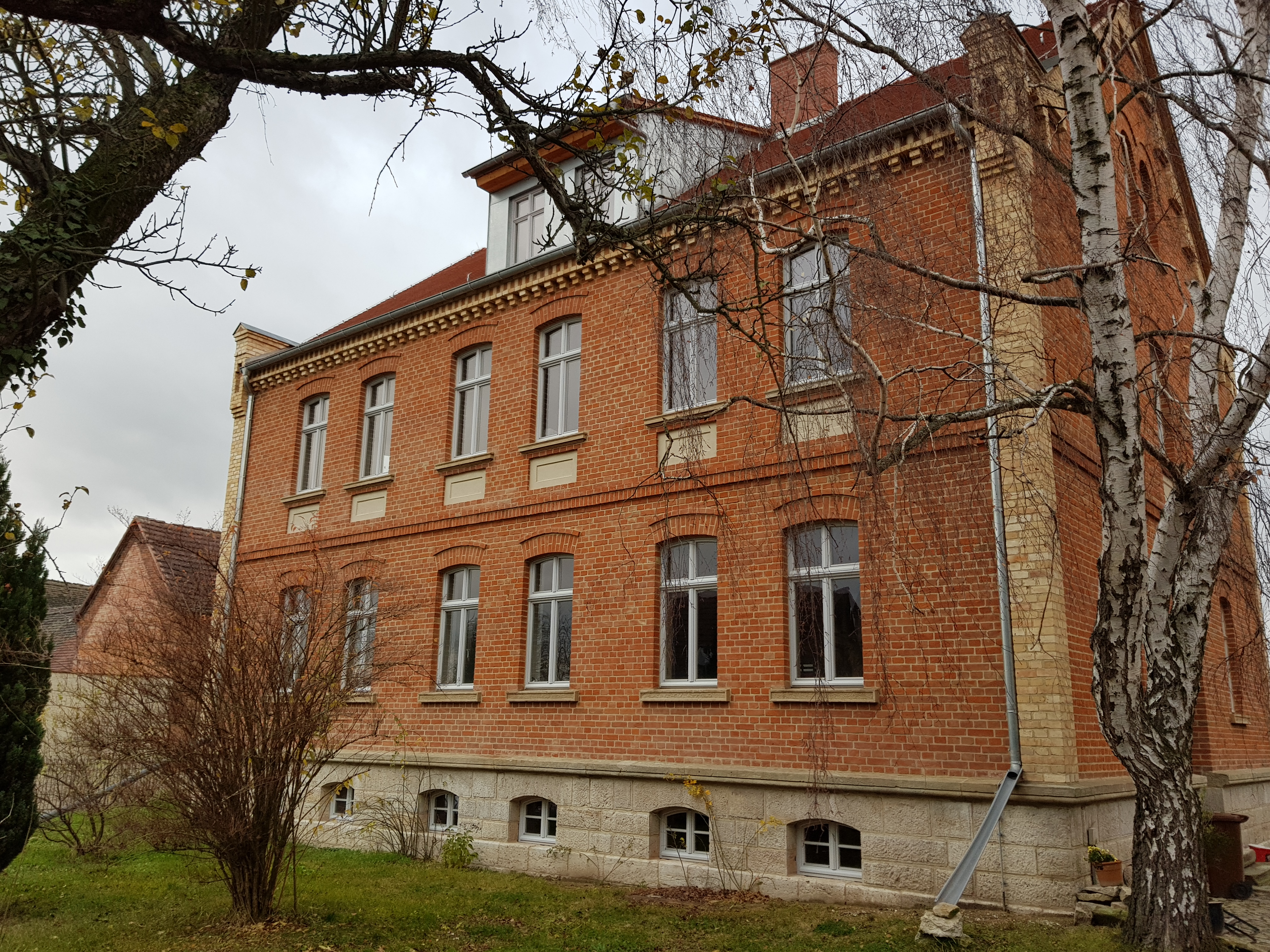
Pfarrhaus

## Sehenswürdigkeiten
Die auf romanischen Grundmauern um 1707 errichtete Kirche mit barockem Orgelprospekt (heute leider ohne Orgel) erhielt ihren weithin sichtbaren Turm um 1844. Die Kirche und das zugehörige Pfarrhaus stehen als Kulturdenkmale unter Denkmalschutz.
Am südlichen Ortsrand von Sieglitz befindet sich an der Stelle einer im 19. Jahrhundert errichteten Bockwindmühle eine 1935 erbaute Holländerwindmühle, deren Flügel aber vor Jahrzehnten schon einem Sturm zum Opfer fielen.
Ein historischer Waidmühlstein ist Mittelpunkt der zentralen Kreuzung gegenüber dem Eingang zum Kirchhof.

## Kultur

### Bildung
Mit der Thomas-Müntzer-Grundschule befindet sich eine Bildungseinrichtung im Ortsteil.

### Brauchtum
Neben dem alljährlichen Maibaumsetzen vor der Festscheune Sieglitz und dem traditionellen Ständchenblasen am Pfingstsonnabend mit Pfingstburschen und Pfingstmädchen findet seit 1994 in Sieglitz jedes Jahr Anfang August ein Oldtimertreffen mit Ausfahrt durch Teile des Burgenlandkreises bzw. des Saale-Holzland-Kreises statt. Im Ort befindet sich auch eine Heimatmuseum.